# Liste des monuments historiques d'Indre-et-Loire (A-J)
Cet article recense une partie des monuments historiques d'Indre-et-Loire, en France.
Pour des raisons de taille, la liste est découpée en deux. Cette partie regroupe les communes débutant de A à J. Pour les autres, voir la liste des monuments historiques d'Indre-et-Loire (K-Z).
- Haut – A
- B
- C
- D
- E
- F
- G
- H
- I
- J
- K
- L
- M
- N
- O
- P
- Q
- R
- S
- T
- U
- V
- W
- X
- Y
- Z

## Liste
| Monument                                                          | Commune                          | Adresse                                                                 | Coordonnées                                    | Notice                                         | Protection                                     | Date                                           | Illustration                                                      |
| ----------------------------------------------------------------- | -------------------------------- | ----------------------------------------------------------------------- | ---------------------------------------------- | ---------------------------------------------- | ---------------------------------------------- | ---------------------------------------------- | ----------------------------------------------------------------- |
| Église Saint-Martin d'Abilly                                      | Abilly                           |                                                                         | 46° 56′ 26″ nord, 0° 43′ 35″ est               | « PA00097501 »                                 | Inscrit                                        | 1949                                           | Église Saint-Martin d'Abilly                                      |
| Manoir de la Chatière                                             | Abilly                           |                                                                         | 46° 55′ 38″ nord, 0° 44′ 58″ est               | « PA00097500 »                                 | Inscrit                                        | 1948                                           | Image manquante Téléverser                                        |
|                                                                   | Amboise                          | Voir Liste des monuments historiques d'Amboise                          | Voir Liste des monuments historiques d'Amboise | Voir Liste des monuments historiques d'Amboise | Voir Liste des monuments historiques d'Amboise | Voir Liste des monuments historiques d'Amboise | Voir Liste des monuments historiques d'Amboise                    |
| Château des Brétignolles                                          | Anché                            |                                                                         | 47° 07′ 55″ nord, 0° 19′ 12″ est               | « PA00097526 »                                 | Inscrit                                        | 1949                                           | Château des Brétignolles                                          |
| Église Saint-Symphorien d'Anché                                   | Anché                            | Le Bourg                                                                | 47° 08′ 19″ nord, 0° 18′ 33″ est               | « PA00097527 »                                 | Inscrit                                        | 1926                                           | Église Saint-Symphorien d'Anché                                   |
| Manoir du Bois de Veude                                           | Anché                            | 8 rue du Bois-de-Veude                                                  | 47° 08′ 37″ nord, 0° 17′ 34″ est               | « PA00097528 »                                 | Inscrit                                        | 1964                                           | Manoir du Bois de Veude                                           |
| Église Saint-Vincent d'Antogny-le-Tillac                          | Antogny-le-Tillac                | Place de l'Église                                                       | 46° 58′ 44″ nord, 0° 34′ 42″ est               | « PA00097529 »                                 | Inscrit                                        | 1926                                           | Église Saint-Vincent d'Antogny-le-Tillac                          |
| Château des Archevêques                                           | Artannes-sur-Indre               | Le Bourg                                                                | 47° 16′ 22″ nord, 0° 36′ 02″ est               | « PA00097530 »                                 | Inscrit                                        | 1949                                           | Château des Archevêques                                           |
| Église Saint-Maurice d'Artannes-sur-Indre                         | Artannes-sur-Indre               | Place Saint-Maurice                                                     | 47° 16′ 22″ nord, 0° 36′ 00″ est               | « PA00097531 »                                 | Inscrit                                        | 1948                                           | Église Saint-Maurice d'Artannes-sur-Indre                         |
| Château de Baschet                                                | Assay                            |                                                                         | 47° 03′ 45″ nord, 0° 16′ 11″ est               | « PA00097532 »                                 | Inscrit                                        | 1971                                           | Château de Baschet                                                |
| Aqueduc de Fontenay                                               | Athée-sur-Cher                   | La Boissière                                                            | 47° 20′ 07″ nord, 0° 56′ 07″ est               | « PA00097533 »                                 | Classé                                         | 1966                                           | Aqueduc de Fontenay                                               |
| Barrage de Nitray                                                 | Athée-sur-Cher                   |                                                                         | 47° 20′ 43″ nord, 0° 53′ 41″ est               | « PA37000030 »                                 | Inscrit                                        | 2011                                           | Barrage de Nitray                                                 |
| Château de Nitray                                                 | Athée-sur-Cher                   | Rue du Château                                                          | 47° 20′ 27″ nord, 0° 53′ 40″ est               | « PA00097534 »                                 | Inscrit                                        | 1947                                           | Château de Nitray                                                 |
| Église Saint-Romain d'Athée-sur-Cher                              | Athée-sur-Cher                   | Le Bourg                                                                | 47° 19′ 15″ nord, 0° 54′ 57″ est               | « PA00097535 »                                 | Inscrit                                        | 1949                                           | Église Saint-Romain d'Athée-sur-Cher                              |
| Manoir de la Boissière                                            | Athée-sur-Cher                   | La Boissière                                                            | 47° 20′ 06″ nord, 0° 56′ 09″ est               | « PA00097536 »                                 | Inscrit                                        | 1960                                           | Manoir de la Boissière                                            |
| Tour du Brandon                                                   | Athée-sur-Cher                   | La Tour du Brandon                                                      | 47° 18′ 05″ nord, 0° 51′ 44″ est               | « PA00097537 »                                 | Inscrit                                        | 1936                                           | Tour du Brandon                                                   |
| Abbaye de Fontaine-les-Blanches                                   | Autrèche                         | Fontaine-Les-Blanches                                                   | 47° 29′ 56″ nord, 0° 59′ 56″ est               | « PA00097538 »                                 | Inscrit                                        | 1949                                           | Image manquante Téléverser                                        |
| Église Saint-Martin d'Autrèche                                    | Autrèche                         | Place du Général-Kœnig                                                  | 47° 31′ 30″ nord, 0° 59′ 49″ est               | « PA00097539 »                                 | Inscrit                                        | 1926                                           | Église Saint-Martin d'Autrèche                                    |
| Église Saint-Martin d'Auzouer-en-Touraine                         | Auzouer-en-Touraine              | Le Bourg                                                                | 47° 32′ 34″ nord, 0° 55′ 12″ est               | « PA00097540 »                                 | Inscrit                                        | 1965                                           | Image manquante Téléverser                                        |
| Menhir du château de Pierrefitte                                  | Auzouer-en-Touraine              |                                                                         | 47° 31′ 48″ nord, 0° 54′ 42″ est               | « PA00097541 »                                 | Classé                                         | 1889                                           | Image manquante Téléverser                                        |
| Manoir de la Baronnière                                           | Avoine                           |                                                                         | 47° 12′ 08″ nord, 0° 11′ 06″ est               | « PA00097542 »                                 | Inscrit                                        | 1949                                           | Manoir de la Baronnière                                           |
| Château des Roches-Tranchelion                                    | Avon-les-Roches                  |                                                                         | 47° 09′ 42″ nord, 0° 28′ 22″ est               | « PA00097543 »                                 | Classé                                         | 1914                                           | Château des Roches-Tranchelion                                    |
| Collégiale des Roches-Tranchelion                                 | Avon-les-Roches                  |                                                                         | 47° 09′ 40″ nord, 0° 28′ 26″ est               | « PA00097543 »                                 | Classé                                         | 1914                                           | Collégiale des Roches-Tranchelion                                 |
| Église Notre-Dame d'Avon-les-Roches                               | Avon-les-Roches                  | Rue de Feunet                                                           | 47° 09′ 24″ nord, 0° 26′ 56″ est               | « PA00097544 »                                 | Classé                                         | 1908                                           | Église Notre-Dame d'Avon-les-Roches                               |
| Église Saint-Symphorien-les-Ponceaux d'Avrillé-les-Ponceaux       | Avrillé-les-Ponceaux             |                                                                         | 47° 24′ 20″ nord, 0° 19′ 49″ est               | « PA00097545 »                                 | Inscrit                                        | 1949                                           | Église Saint-Symphorien-les-Ponceaux d'Avrillé-les-Ponceaux       |
| Château d'Azay-sur-Cher                                           | Azay-sur-Cher                    |                                                                         | 47° 20′ 59″ nord, 0° 50′ 51″ est               | « PA00097550 »                                 | Inscrit                                        | 1947                                           | Château d'Azay-sur-Cher                                           |
| Château de Leugny                                                 | Azay-sur-Cher                    |                                                                         | 47° 20′ 50″ nord, 0° 51′ 49″ est               | « PA00097551 »                                 | Inscrit                                        | 1962                                           | Château de Leugny                                                 |
| Château de la Michelinière                                        | Azay-sur-Cher                    |                                                                         | 47° 19′ 39″ nord, 0° 51′ 01″ est               | « PA00097552 »                                 | Inscrit                                        | 1947                                           | Château de la Michelinière                                        |
| Église Sainte-Marie-Madeleine d'Azay-sur-Cher                     | Azay-sur-Cher                    |                                                                         | 47° 20′ 59″ nord, 0° 50′ 49″ est               | « PA00097553 »                                 | Inscrit                                        | 1947                                           | Église Sainte-Marie-Madeleine d'Azay-sur-Cher                     |
| Prieuré de Saint-Jean-du-Grais                                    | Azay-sur-Cher                    |                                                                         | 47° 19′ 08″ nord, 0° 50′ 39″ est               | « PA00097554 »                                 | Classé                                         | 1928                                           | Prieuré de Saint-Jean-du-Grais                                    |
| Château de la Folaine                                             | Azay-sur-Indre                   |                                                                         | 47° 12′ 45″ nord, 0° 57′ 12″ est               | « PA00097555 »                                 | Inscrit                                        | 1949                                           | Château de la Folaine                                             |
| Église Saint-Crépin-et-Saint-Crépinien d'Azay-sur-Indre           | Azay-sur-Indre                   |                                                                         | 47° 12′ 31″ nord, 0° 56′ 47″ est               | « PA37000023 »                                 | Inscrit                                        | 2006 2007                                      | Église Saint-Crépin-et-Saint-Crépinien d'Azay-sur-Indre           |
| Métairie monastique de Bergeresse                                 | Azay-sur-Indre                   |                                                                         | 47° 11′ 44″ nord, 0° 55′ 34″ est               | « PA00097556 »                                 | Inscrit                                        | 1949                                           | Métairie monastique de Bergeresse                                 |
| Château d'Azay-le-Rideau                                          | Azay-le-Rideau                   |                                                                         | 47° 15′ 33″ nord, 0° 27′ 58″ est               | « PA00097546 »                                 | Classé                                         | 1905                                           | Château d'Azay-le-Rideau                                          |
| Château de la Chatonnière                                         | Azay-le-Rideau                   |                                                                         | 47° 16′ 48″ nord, 0° 25′ 17″ est               | « PA00097547 »                                 | Inscrit                                        | 1976                                           | Château de la Chatonnière                                         |
| Château du Val d'Auray                                            | Azay-le-Rideau                   | Route de la Vallée du Lys                                               | 47° 15′ 20″ nord, 0° 31′ 26″ est               | « PA00097548 »                                 | Inscrit                                        | 1942                                           | Château du Val d'Auray                                            |
| Église Saint-Symphorien d'Azay-le-Rideau                          | Azay-le-Rideau                   | Place du 11-novembre                                                    | 47° 15′ 37″ nord, 0° 27′ 58″ est               | « PA00097549 »                                 | Classé                                         | 1908                                           | Église Saint-Symphorien d'Azay-le-Rideau                          |
| Château de la Rochefuret                                          | Ballan-Miré                      |                                                                         | 47° 21′ 00″ nord, 0° 37′ 45″ est               | « PA00097557 »                                 | Inscrit                                        | 1948                                           | Château de la Rochefuret                                          |
| Église Saint-Venant de Ballan-Miré                                | Ballan-Miré                      |                                                                         | 47° 20′ 25″ nord, 0° 36′ 48″ est               | « PA00097558 »                                 | Inscrit                                        | 1944                                           | Église Saint-Venant de Ballan-Miré                                |
| Grand moulin de Ballan                                            | Ballan-Miré                      |                                                                         | 47° 21′ 48″ nord, 0° 36′ 13″ est               | « PA37000019 »                                 | Inscrit                                        | 2005                                           | Grand moulin de Ballan                                            |
| Abbatiale Saint-Pierre-Saint-Paul de Beaulieu-lès-Loches          | Beaulieu-lès-Loches              | Place du Maréchal-Leclerc                                               | 47° 07′ 43″ nord, 1° 00′ 45″ est               | « PA00097561 »                                 | Classé                                         | 1862                                           | Abbatiale Saint-Pierre-Saint-Paul de Beaulieu-lès-Loches          |
| Abbaye de la Trinité de Beaulieu-lès-Loches                       | Beaulieu-lès-Loches              | Place du Maréchal-Leclerc                                               | 47° 07′ 41″ nord, 1° 00′ 45″ est               | « PA00097559 »                                 | Inscrit                                        | 1944                                           | Abbaye de la Trinité de Beaulieu-lès-Loches                       |
| Cromlech de la Croix Bonnin                                       | Beaulieu-lès-Loches              | Croix-Bonnin                                                            | 47° 07′ 39″ nord, 1° 02′ 01″ est               | « PA00097560 »                                 | Classé                                         | 1889                                           | Cromlech de la Croix Bonnin                                       |
| Église Saint-Laurent de Beaulieu-lès-Loches                       | Beaulieu-lès-Loches              | Rue Foulques-Nerra                                                      | 47° 07′ 44″ nord, 1° 00′ 44″ est               | « PA00097562 »                                 | Classé                                         | 1952                                           | Église Saint-Laurent de Beaulieu-lès-Loches                       |
| Église Saint-Pierre de Beaulieu-lès-Loches                        | Beaulieu-lès-Loches              |                                                                         | 47° 07′ 07″ nord, 1° 00′ 58″ est               | « PA00097563 »                                 | Inscrit                                        | 1949                                           | Église Saint-Pierre de Beaulieu-lès-Loches                        |
| Maison                                                            | Beaulieu-lès-Loches              | 10 rue Basse                                                            | 47° 07′ 58″ nord, 1° 00′ 39″ est               | « PA00097567 »                                 | Inscrit                                        | 1949                                           | Maison                                                            |
| Maison                                                            | Beaulieu-lès-Loches              | 4 rue Guigné                                                            | 47° 07′ 46″ nord, 1° 00′ 42″ est               | « PA00097569 »                                 | Inscrit                                        | 1949                                           | Maison                                                            |
| Maison du Pilori                                                  | Beaulieu-lès-Loches              | 20 rue de Guigné Rue du Puy-Mourier                                     | 47° 07′ 45″ nord, 1° 00′ 46″ est               | « PA00097564 »                                 | Inscrit                                        | 1949                                           | Maison du Pilori                                                  |
| Maison du Prieur                                                  | Beaulieu-lès-Loches              | Place de la Mairie 7 place du Maréchal-Leclerc                          | 47° 07′ 41″ nord, 1° 00′ 42″ est               | « PA00097565 »                                 | Inscrit                                        | 1949                                           | Maison du Prieur                                                  |
| Maison des Templiers                                              | Beaulieu-lès-Loches              | Rue Bourgeoise Rue des Morins                                           | 47° 07′ 47″ nord, 1° 00′ 42″ est               | « PA00097566 »                                 | Inscrit                                        | 1944                                           | Maison des Templiers                                              |
| Maisons                                                           | Beaulieu-lès-Loches              | 4 rue Bourgeoise                                                        | 47° 07′ 46″ nord, 1° 00′ 41″ est               | « PA00097568 »                                 | Inscrit                                        | 1949                                           | Maisons                                                           |
| Maladrerie de Beaulieu-lès-Loches                                 | Beaulieu-lès-Loches              | 22 rue Georges-Patry                                                    | 47° 07′ 35″ nord, 1° 00′ 49″ est               | « PA00097570 »                                 | Inscrit                                        | 1949                                           | Maladrerie de Beaulieu-lès-Loches                                 |
| Tour Chevalot                                                     | Beaulieu-lès-Loches              | 4 rue de la Tour-Chevalleau                                             | 47° 07′ 44″ nord, 1° 01′ 08″ est               | « PA00097571 »                                 | Inscrit                                        | 1926                                           | Tour Chevalot                                                     |
| Château de Beaumont                                               | Beaumont-Louestault              | Beaumont-la-Ronce                                                       | 47° 34′ 15″ nord, 0° 40′ 12″ est               | « PA00097578 »                                 | Inscrit                                        | 1949 2022                                      | Château de Beaumont                                               |
| Domaine de la Haute Barde                                         | Beaumont-Louestault              |                                                                         | 47° 34′ 08″ nord, 0° 37′ 23″ est               | « PA37000044 »                                 | Inscrit                                        | 2023                                           | Domaine de la Haute Barde                                         |
| Manoir de la Cantinière                                           | Beaumont-Louestault              | Beaumont-la-Ronce                                                       | 47° 35′ 09″ nord, 0° 39′ 43″ est               | « PA00097580 »                                 | Inscrit                                        | 1949                                           | Manoir de la Cantinière                                           |
| Menhir de Montifray                                               | Beaumont-Louestault              | Beaumont-la-Ronce                                                       | 47° 33′ 49″ nord, 0° 38′ 02″ est               | « PA00097581 »                                 | Classé                                         | 1943                                           | Menhir de Montifray                                               |
| Pierre Levée                                                      | Beaumont-Louestault              | Beaumont-la-Ronce La Haute Barbe                                        | 47° 34′ 06″ nord, 0° 37′ 23″ est               | « PA00097579 »                                 | Classé                                         | 1889                                           | Pierre Levée                                                      |
| Château de Coulaine                                               | Beaumont-en-Véron                |                                                                         | 47° 10′ 49″ nord, 0° 11′ 21″ est               | « PA00097572 »                                 | Inscrit                                        | 1944                                           | Château de Coulaine                                               |
| Château de Détilly                                                | Beaumont-en-Véron                | 18 rue des Fromentaux                                                   | 47° 12′ 01″ nord, 0° 09′ 54″ est               | « PA00097573 »                                 | Inscrit                                        | 1949                                           | Château de Détilly                                                |
| Château de Razilly                                                | Beaumont-en-Véron                |                                                                         | 47° 11′ 32″ nord, 0° 10′ 09″ est               | « PA00097574 »                                 | Inscrit                                        | 1934                                           | Château de Razilly                                                |
| Château de Velors                                                 | Beaumont-en-Véron                | Route de Vélor                                                          | 47° 12′ 02″ nord, 0° 10′ 52″ est               | « PA00097575 »                                 | Inscrit                                        | 1949                                           | Château de Velors                                                 |
| Manoir de la Courtinière                                          | Beaumont-en-Véron                | 63 rue du Véron                                                         | 47° 10′ 51″ nord, 0° 11′ 05″ est               | « PA00097576 »                                 | Inscrit                                        | 1927                                           | Manoir de la Courtinière                                          |
| Manoir de Montour                                                 | Beaumont-en-Véron                | 2 rue de Montour                                                        | 47° 11′ 16″ nord, 0° 09′ 50″ est               | « PA00097577 »                                 | Inscrit                                        | 1987                                           | Manoir de Montour                                                 |
| Château de Benais                                                 | Benais                           | 2 rue du Château                                                        | 47° 17′ 42″ nord, 0° 12′ 51″ est               | « PA00097582 »                                 | Inscrit                                        | 1929                                           | Château de Benais                                                 |
| Église Saint-Germain de Benais                                    | Benais                           |                                                                         | 47° 17′ 47″ nord, 0° 12′ 54″ est               | « PA00097583 »                                 | Classé                                         | 1991                                           | Église Saint-Germain de Benais                                    |
| Grange aux Moines                                                 | Berthenay                        |                                                                         | 47° 21′ 08″ nord, 0° 29′ 44″ est               | « PA37000013 »                                 | Inscrit                                        | 2003                                           | Grange aux Moines                                                 |
| Manoir de la Baillardière                                         | Berthenay                        |                                                                         | 47° 22′ 08″ nord, 0° 33′ 25″ est               | « PA00097584 »                                 | Inscrit                                        | 1947                                           | Image manquante Téléverser                                        |
| Bornes de Betz-le-Château                                         | Betz-le-Château                  | Les Clairets                                                            | 47° 00′ 39″ nord, 0° 57′ 08″ est               | « PA00097585 »                                 | Inscrit                                        | 1937                                           | Image manquante Téléverser                                        |
| Château de Betz                                                   | Betz-le-Château                  |                                                                         | 46° 59′ 22″ nord, 0° 54′ 59″ est               | « PA00097586 »                                 | Inscrit                                        | 1937                                           | Château de Betz                                                   |
| Chapelle de Seigne                                                | Bléré                            |                                                                         | 47° 19′ 33″ nord, 0° 59′ 46″ est               | « PA00097587 »                                 | Classé                                         | 1875                                           | Chapelle de Seigne                                                |
| Église Saint-Christophe de Bléré                                  | Bléré                            | Place Ch.-Bidault Rue Jean-Jacques-Rousseau Rue Rabelais                | 47° 19′ 40″ nord, 0° 59′ 29″ est               | « PA00097588 »                                 | Classé                                         | 1941                                           | Église Saint-Christophe de Bléré                                  |
| Fief de Bois-Ramé                                                 | Bléré                            | 3 mail Victor-Hugo                                                      | 47° 19′ 38″ nord, 0° 59′ 31″ est               | « PA00097590 »                                 | Classé                                         | 1929                                           | Fief de Bois-Ramé                                                 |
| Maison Le Belvédère                                               | Bléré                            | 24 rue des Déportés                                                     | 47° 19′ 45″ nord, 0° 59′ 27″ est               | « PA00097589 »                                 | Inscrit                                        | 1972                                           | Maison Le Belvédère                                               |
| Château de Bossay                                                 | Bossay-sur-Claise                |                                                                         | 46° 49′ 41″ nord, 0° 57′ 47″ est               | « PA00135295 »                                 | Inscrit                                        | 1995                                           | Château de Bossay                                                 |
| Église Saint-Martin de Bossay-sur-Claise                          | Bossay-sur-Claise                |                                                                         | 46° 49′ 56″ nord, 0° 57′ 45″ est               | « PA00097591 »                                 | Classé                                         | 1911                                           | Église Saint-Martin de Bossay-sur-Claise                          |
| Château des Étangs                                                | Bossée                           |                                                                         | 47° 05′ 24″ nord, 0° 43′ 28″ est               | « PA00097592 »                                 | Inscrit                                        | 1949                                           | Château des Étangs                                                |
| Église Saint-Laurent de Bossée                                    | Bossée                           |                                                                         | 47° 06′ 42″ nord, 0° 43′ 41″ est               | « PA00097593 »                                 | Classé                                         | 1921                                           | Église Saint-Laurent de Bossée                                    |
| Abbaye Saint-Pierre de Bourgueil                                  | Bourgueil                        | Avenue Le-Jouteux                                                       | 47° 16′ 46″ nord, 0° 10′ 18″ est               | « PA00097594 »                                 | Inscrit Classé                                 | 2002 2003                                      | Abbaye Saint-Pierre de Bourgueil                                  |
| Église Saint-Germain de Bourgueil                                 | Bourgueil                        | Place de l'Église                                                       | 47° 16′ 53″ nord, 0° 10′ 07″ est               | « PA00097595 »                                 | Classé                                         | 1908                                           | Église Saint-Germain de Bourgueil                                 |
| Maison                                                            | Bourgueil                        | 39 rue Alain-Chartier                                                   | 47° 16′ 58″ nord, 0° 09′ 59″ est               | « PA00097596 »                                 | Inscrit                                        | 1964                                           | Maison                                                            |
| Moulin Bleu                                                       | Bourgueil                        | Route du Moulin-Bleu                                                    | 47° 18′ 00″ nord, 0° 09′ 50″ est               | « PA00097597 »                                 | Inscrit                                        | 1974                                           | Moulin Bleu                                                       |
| Château de Bagneux                                                | Bournan                          |                                                                         | 47° 03′ 16″ nord, 0° 42′ 27″ est               | « PA00097598 »                                 | Inscrit                                        | 1927                                           | Château de Bagneux                                                |
| Église Saint-Martin de Bournan                                    | Bournan                          |                                                                         | 47° 03′ 42″ nord, 0° 43′ 42″ est               | « PA00097599 »                                 | Classé                                         | 1966                                           | Église Saint-Martin de Bournan                                    |
| Château de Boussay                                                | Boussay                          |                                                                         | 46° 50′ 37″ nord, 0° 53′ 18″ est               | « PA00097600 »                                 | Inscrit                                        | 1957                                           | Château de Boussay                                                |
| Église Saint-Laurent de Boussay                                   | Boussay                          |                                                                         | 46° 50′ 28″ nord, 0° 53′ 19″ est               | « PA37000021 »                                 | Inscrit                                        | 2005                                           | Église Saint-Laurent de Boussay                                   |
| Église Saint-Jean-Baptiste de Braye-sous-Faye                     | Braye-sous-Faye                  | Le Bourg                                                                | 46° 59′ 30″ nord, 0° 20′ 50″ est               | « PA00097601 »                                 | Inscrit                                        | 1926                                           | Église Saint-Jean-Baptiste de Braye-sous-Faye                     |
| Château de Bridoré                                                | Bridoré                          |                                                                         | 47° 01′ 29″ nord, 1° 04′ 54″ est               | « PA00097602 »                                 | Classé                                         | 1911                                           | Château de Bridoré                                                |
| Église Saint-Martin d'Oizay                                       | Bridoré                          | Oizay                                                                   | 47° 02′ 15″ nord, 1° 05′ 55″ est               | « PA00097604 »                                 | Inscrit                                        | 1949                                           | Image manquante Téléverser                                        |
| Église Saint-Roch de Bridoré                                      | Bridoré                          |                                                                         | 47° 01′ 35″ nord, 1° 04′ 58″ est               | « PA00097603 »                                 | Inscrit                                        | 1926                                           | Église Saint-Roch de Bridoré                                      |
| Collégiale Saint-Michel-et-Saint-Pierre de Bueil                  | Bueil-en-Touraine                | Place Jean-de-Bueil                                                     | 47° 38′ 42″ nord, 0° 33′ 03″ est               | « PA00097606 »                                 | Classé                                         | 1912                                           | Collégiale Saint-Michel-et-Saint-Pierre de Bueil                  |
| Croix de cimetière de Bueil-en-Touraine                           | Bueil-en-Touraine                |                                                                         | 47° 38′ 39″ nord, 0° 33′ 08″ est               | « PA00097605 »                                 | Inscrit                                        | 1926                                           | Croix de cimetière de Bueil-en-Touraine                           |
| Château Vieux de Candes                                           | Candes-Saint-Martin              | 1, 3 rue Saint-Maurice                                                  | 47° 12′ 39″ nord, 0° 04′ 23″ est               | « PA00097607 »                                 | Inscrit                                        | 1971                                           | Château Vieux de Candes                                           |
| Collégiale Saint-Martin de Candes-Saint-Martin                    | Candes-Saint-Martin              | Place de l'Église                                                       | 47° 12′ 40″ nord, 0° 04′ 26″ est               | « PA00097608 »                                 | Classé                                         | 1840                                           | Collégiale Saint-Martin de Candes-Saint-Martin                    |
| Hôtel de la prévôté                                               | Candes-Saint-Martin              | Rue Trochet Rue Saint-Maurice                                           | 47° 12′ 39″ nord, 0° 04′ 24″ est               | « PA00097609 »                                 | Inscrit                                        | 1951                                           | Hôtel de la prévôté                                               |
| Maison                                                            | Candes-Saint-Martin              | Place du Bac Rue du Port                                                | 47° 12′ 39″ nord, 0° 04′ 34″ est               | « PA00097612 »                                 | Inscrit                                        | 1951                                           | Maison                                                            |
| Maison                                                            | Candes-Saint-Martin              | Grand-Rue Place de l'Église 18 route de Compostelle 9 rue Michelet      | 47° 12′ 41″ nord, 0° 04′ 26″ est               | « PA00097613 »                                 | Inscrit                                        | 1951                                           | Maison                                                            |
| Maison canoniale de Candes-Saint-Martin                           | Candes-Saint-Martin              | 2, 4 rue de la Mairie                                                   | 47° 12′ 39″ nord, 0° 04′ 29″ est               | « PA00097611 »                                 | Inscrit                                        | 1951                                           | Maison canoniale de Candes-Saint-Martin                           |
| Moulin-cavier du Puits-Saint-Michel                               | Candes-Saint-Martin              | 8 rue du Puits-Saint-Michel                                             | 47° 12′ 41″ nord, 0° 04′ 12″ est               | « PA00125364 »                                 | Inscrit                                        | 1993                                           | Moulin-cavier du Puits-Saint-Michel                               |
| Nouveau Logis                                                     | Candes-Saint-Martin              | Rue de la Douve                                                         | 47° 12′ 40″ nord, 0° 04′ 19″ est               | « PA00097610 »                                 | Inscrit                                        | 1977                                           | Nouveau Logis                                                     |
| Vieux Logis de Candes-Saint-Martin                                | Candes-Saint-Martin              | 13 route de Compostelle                                                 | 47° 12′ 40″ nord, 0° 04′ 30″ est               | « PA00097614 »                                 | Inscrit                                        | 1951                                           | Image manquante Téléverser                                        |
| Église Saint-Martin de Cangey                                     | Cangey                           |                                                                         | 47° 28′ 02″ nord, 1° 03′ 35″ est               | « PA00097615 »                                 | Inscrit                                        | 1948                                           | Église Saint-Martin de Cangey                                     |
| Chapelle du Genêt                                                 | La Celle-Guenand                 |                                                                         | 46° 56′ 31″ nord, 0° 52′ 55″ est               | « PA00097616 »                                 | Inscrit                                        | 1971                                           | Image manquante Téléverser                                        |
| Château de La Celle-Guenand                                       | La Celle-Guenand                 |                                                                         | 46° 56′ 41″ nord, 0° 53′ 36″ est               | « PA00097617 »                                 | Inscrit                                        | 1943                                           | Château de La Celle-Guenand                                       |
| Église Notre-Dame de La Celle-Guenand                             | La Celle-Guenand                 |                                                                         | 46° 56′ 41″ nord, 0° 53′ 42″ est               | « PA00097618 »                                 | Classé                                         | 1908                                           | Église Notre-Dame de La Celle-Guenand                             |
| Église Saint-Avant de La Celle-Saint-Avant                        | La Celle-Saint-Avant             |                                                                         | 47° 01′ 19″ nord, 0° 36′ 16″ est               | « PA00097619 »                                 | Inscrit                                        | 1971                                           | Église Saint-Avant de La Celle-Saint-Avant                        |
| Château de Montpoupon                                             | Céré-la-Ronde                    |                                                                         | 47° 15′ 11″ nord, 1° 08′ 29″ est               | « PA00097620 »                                 | Inscrit Classé                                 | 1930 1966                                      | Château de Montpoupon                                             |
| Église Saint-Martin de Céré-la-Ronde                              | Céré-la-Ronde                    |                                                                         | 47° 15′ 36″ nord, 1° 11′ 30″ est               | « PA00097621 »                                 | Classé                                         | 1971                                           | Église Saint-Martin de Céré-la-Ronde                              |
| Presbytère de Céré-la-Ronde                                       | Céré-la-Ronde                    | Le Bourg                                                                | 47° 15′ 35″ nord, 1° 11′ 30″ est               | « PA00097622 »                                 | Inscrit Classé                                 | 1927 1969                                      | Image manquante Téléverser                                        |
| Château de Rouvray                                                | Chambon                          |                                                                         | 46° 49′ 32″ nord, 0° 49′ 32″ est               | « PA00097623 »                                 | Inscrit                                        | 1971                                           | Château de Rouvray                                                |
| Église Saint-Paul de Chambon                                      | Chambon                          |                                                                         | 46° 50′ 32″ nord, 0° 48′ 45″ est               | « PA00097624 »                                 | Inscrit                                        | 1931                                           | Église Saint-Paul de Chambon                                      |
| Pont de l'Isle Auger                                              | Chambourg-sur-Indre              | L'Isle Auger                                                            | 47° 09′ 57″ nord, 0° 59′ 30″ est               | « PA00097625 »                                 | Inscrit                                        | 1927                                           | Pont de l'Isle Auger                                              |
| Château de Champigny-sur-Veude                                    | Champigny-sur-Veude              |                                                                         | 47° 04′ 05″ nord, 0° 19′ 05″ est               | « PA00097626 »                                 | Classé                                         | 1945                                           | Château de Champigny-sur-Veude                                    |
| Sainte-Chapelle de Champigny-sur-Veude                            | Champigny-sur-Veude              |                                                                         | 47° 04′ 00″ nord, 0° 19′ 04″ est               | « PA00097626 »                                 | Classé                                         | 1911                                           | Sainte-Chapelle de Champigny-sur-Veude                            |
| Château de la Pataudière                                          | Champigny-sur-Veude              | D749                                                                    | 47° 02′ 18″ nord, 0° 19′ 15″ est               | « PA37000003 »                                 | Inscrit                                        | 1997                                           | Château de la Pataudière                                          |
| Château de Valmer                                                 | Chançay                          |                                                                         | 47° 27′ 32″ nord, 0° 53′ 14″ est               | « PA00097627 »                                 | Inscrit                                        | 1930                                           | Château de Valmer                                                 |
| Manoir de Montfort                                                | Chançay                          |                                                                         | 47° 26′ 27″ nord, 0° 53′ 03″ est               | « PA00097628 »                                 | Inscrit                                        | 1947                                           | Image manquante Téléverser                                        |
| Manoir de Vaumorin                                                | Chançay                          |                                                                         | 47° 26′ 52″ nord, 0° 52′ 58″ est               | « PA00097629 »                                 | Inscrit                                        | 1980                                           | Image manquante Téléverser                                        |
| Domaine de La Chute                                               | Chanceaux-sur-Choisille          | n° 30 voie communale; n° 12 chemin rural                                | 47° 29′ 15″ nord, 0° 42′ 32″ est               | « PA37000047 »                                 | Inscrit                                        | 2024                                           | Image manquante Téléverser                                        |
| Église Saint-Martin de Chanceaux-sur-Choisille                    | Chanceaux-sur-Choisille          | Place du 11-novembre-1918                                               | 47° 28′ 20″ nord, 0° 42′ 06″ est               | « PA00097630 »                                 | Inscrit                                        | 1926                                           | Église Saint-Martin de Chanceaux-sur-Choisille                    |
| Prieuré de Chanceaux-sur-Choisille                                | Chanceaux-sur-Choisille          | Rue de la Mairie                                                        | 47° 28′ 19″ nord, 0° 42′ 06″ est               | « PA37000004 »                                 | Inscrit                                        | 1998                                           | Image manquante Téléverser                                        |
| Château des Hayes                                                 | Channay-sur-Lathan               |                                                                         | 47° 29′ 26″ nord, 0° 13′ 40″ est               | « PA00097631 »                                 | Inscrit                                        | 1948                                           | Image manquante Téléverser                                        |
| Église Saint-Quentin de Channay-sur-Lathan                        | Channay-sur-Lathan               | Place de l'Église                                                       | 47° 28′ 48″ nord, 0° 15′ 51″ est               | « PA00097632 »                                 | Inscrit                                        | 1948                                           | Église Saint-Quentin de Channay-sur-Lathan                        |
| Manoir de la Barrée                                               | Channay-sur-Lathan               |                                                                         | 47° 29′ 19″ nord, 0° 16′ 55″ est               | « PA00097633 »                                 | Inscrit                                        | 1975                                           | Image manquante Téléverser                                        |
| Manoir du Mesnil                                                  | Channay-sur-Lathan               | Le Grand Mesnil                                                         | 47° 29′ 14″ nord, 0° 15′ 53″ est               | « PA00097634 »                                 | Inscrit                                        | 1948                                           | Manoir du Mesnil                                                  |
| Château de Grillemont                                             | La Chapelle-Blanche-Saint-Martin |                                                                         | 47° 05′ 29″ nord, 0° 46′ 08″ est               | « PA00097635 »                                 | Inscrit Classé                                 | 1942 1987 1989                                 | Château de Grillemont                                             |
| Église Saint-Martin de La Chapelle-Blanche-Saint-Martin           | La Chapelle-Blanche-Saint-Martin |                                                                         | 47° 05′ 11″ nord, 0° 47′ 34″ est               | « PA00097636 »                                 | Inscrit                                        | 1949                                           | Église Saint-Martin de La Chapelle-Blanche-Saint-Martin           |
| Église de la Translation-de-Saint-Martin de La Chapelle-sur-Loire | La Chapelle-sur-Loire            | Place Albert-Ruelle                                                     | 47° 14′ 54″ nord, 0° 13′ 22″ est               | « PA00097637 »                                 | Inscrit                                        | 1949                                           | Église de la Translation-de-Saint-Martin de La Chapelle-sur-Loire |
| Église Saint-Laurent de Charentilly                               | Charentilly                      |                                                                         | 47° 28′ 13″ nord, 0° 36′ 35″ est               | « PA00097638 »                                 | Inscrit                                        | 1947                                           | Image manquante Téléverser                                        |
| Manoir des Ligneries                                              | Charentilly                      |                                                                         | 47° 27′ 48″ nord, 0° 36′ 23″ est               | « PA00097639 »                                 | Inscrit                                        | 1947                                           | Manoir des Ligneries                                              |
| Palets de Gargantua                                               | Charnizay                        | La Pierre                                                               | 46° 55′ 29″ nord, 1° 00′ 38″ est               | « PA00097641 »                                 | Classé                                         | 1951                                           | Palets de Gargantua                                               |
| Château de Château-Renault                                        | Château-Renault                  |                                                                         | 47° 35′ 33″ nord, 0° 54′ 35″ est               | « PA00097643 »                                 | Inscrit                                        | 1942 1949 2024                                 | Château de Château-Renault                                        |
| Église Saint-André de Château-Renault                             | Château-Renault                  | Rue de la République                                                    | 47° 35′ 30″ nord, 0° 54′ 48″ est               | « PA00097644 »                                 | Inscrit                                        | 1949                                           | Église Saint-André de Château-Renault                             |
| Tannerie Peltereau-Tenneson                                       | Château-Renault                  | 105ter et 107 rue de la République                                      | 47° 35′ 26″ nord, 0° 54′ 32″ est               | « PA37000018 »                                 | Inscrit                                        | 2004                                           | Tannerie Peltereau-Tenneson                                       |
| Château de Vaujours                                               | Château-la-Vallière              | Le Vieux Château                                                        | 47° 31′ 40″ nord, 0° 20′ 50″ est               | « PA00097642 »                                 | Classé                                         | 1989                                           | Château de Vaujours                                               |
| Église Saint-Médard de Chaumussay                                 | Chaumussay                       |                                                                         | 46° 52′ 14″ nord, 0° 51′ 45″ est               | « PA00097645 »                                 | Inscrit                                        | 1952                                           | Église Saint-Médard de Chaumussay                                 |
| Château du Verger                                                 | Chaveignes                       | Le Château                                                              | 47° 01′ 10″ nord, 0° 21′ 50″ est               | « PA00097646 »                                 | Inscrit                                        | 1966                                           | Image manquante Téléverser                                        |
| Château de Chéniers                                               | Cheillé                          | Le Petit Chéniers CR n° 46                                              | 47° 14′ 33″ nord, 0° 26′ 50″ est               | « PA00097647 »                                 | Inscrit                                        | 1957 1964                                      | Image manquante Téléverser                                        |
| Château de la Cour-au-Berruyer                                    | Cheillé                          | V.C. 306                                                                | 47° 15′ 25″ nord, 0° 24′ 36″ est               | « PA00097648 »                                 | Inscrit Classé                                 | 1932 1942                                      | Château de la Cour-au-Berruyer                                    |
| Château de l'Islette                                              | Cheillé                          | 9 route de Langeais                                                     | 47° 16′ 03″ nord, 0° 26′ 03″ est               | « PA00097649 »                                 | Classé                                         | 1946                                           | Château de l'Islette                                              |
| Maison                                                            | Chemillé-sur-Dême                | Le Bourg Route de Couture                                               | 47° 39′ 33″ nord, 0° 38′ 58″ est               | « PA00097653 »                                 | Inscrit                                        | 1966                                           | Image manquante Téléverser                                        |
| Chartreuse du Liget                                               | Chemillé-sur-Indrois             | Les Chartreux                                                           | 47° 08′ 39″ nord, 1° 07′ 49″ est               | « PA00097650 »                                 | Classé Inscrit                                 | 1972 2015                                      | Chartreuse du Liget                                               |
| Église Saint-Vincent de Chemillé-sur-Indrois                      | Chemillé-sur-Indrois             |                                                                         | 47° 09′ 42″ nord, 1° 10′ 01″ est               | « PA00097651 »                                 | Inscrit                                        | 1951                                           | Église Saint-Vincent de Chemillé-sur-Indrois                      |
| Monastère de la Corroierie                                        | Chemillé-sur-Indrois             | Route de Loches à Montrésor                                             | 47° 09′ 03″ nord, 1° 08′ 24″ est               | « PA00097652 »                                 | Inscrit                                        | 1926 2015                                      | Monastère de la Corroierie                                        |
| Château de Chenonceau                                             | Chenonceaux                      |                                                                         | 47° 19′ 30″ nord, 1° 04′ 13″ est               | « PA00097654 »                                 | Classé                                         | 1840 1962                                      | Château de Chenonceau                                             |
| Église Saint-Jean-Baptiste de Chenonceaux                         | Chenonceaux                      |                                                                         | 47° 19′ 52″ nord, 1° 04′ 02″ est               | « PA00097655 »                                 | Inscrit                                        | 1947                                           | Église Saint-Jean-Baptiste de Chenonceaux                         |
| Maison de garde-barrière                                          | Chenonceaux                      |                                                                         | 47° 19′ 50″ nord, 1° 03′ 58″ est               | « PA00097657 »                                 | Inscrit                                        | 1984                                           | Maison de garde-barrière                                          |
| Maison des Pages                                                  | Chenonceaux                      |                                                                         | 47° 19′ 53″ nord, 1° 04′ 02″ est               | « PA00097656 »                                 | Inscrit                                        | 1926                                           | Maison des Pages                                                  |
| Église de Lièze                                                   | Chezelles                        | Rue de l'Abbaye                                                         | 47° 04′ 06″ nord, 0° 26′ 18″ est               | « PA00097658 »                                 | Inscrit                                        | 1941                                           | Image manquante Téléverser                                        |
|                                                                   | Chinon                           | Voir Liste des monuments historiques de Chinon                          | Voir Liste des monuments historiques de Chinon | Voir Liste des monuments historiques de Chinon | Voir Liste des monuments historiques de Chinon | Voir Liste des monuments historiques de Chinon | Voir Liste des monuments historiques de Chinon                    |
| Église Saint-Pierre de Chisseaux                                  | Chisseaux                        |                                                                         | 47° 19′ 54″ nord, 1° 05′ 41″ est               | « PA00097690 »                                 | Inscrit                                        | 1947                                           | Église Saint-Pierre de Chisseaux                                  |
| Château des Réaux                                                 | Chouzé-sur-Loire                 |                                                                         | 47° 14′ 52″ nord, 0° 08′ 54″ est               | « PA00097691 »                                 | Inscrit                                        | 1930                                           | Château des Réaux                                                 |
| Maison à tourelles                                                | Chouzé-sur-Loire                 | 7 rue de l'Église                                                       | 47° 14′ 14″ nord, 0° 07′ 37″ est               | « PA00097692 »                                 | Inscrit                                        | 1942                                           | Maison à tourelles                                                |
| Moulin de Lecé                                                    | Chouzé-sur-Loire                 | Lécé                                                                    | 47° 15′ 42″ nord, 0° 05′ 26″ est               | « PA00097694 »                                 | Inscrit                                        | 1976                                           | Moulin de Lecé                                                    |
| Moulin à vent des Pelouses                                        | Chouzé-sur-Loire                 | Les Pelouzes                                                            | 47° 14′ 16″ nord, 0° 07′ 10″ est               | « PA00097693 »                                 | Inscrit                                        | 1975                                           | Moulin à vent des Pelouses                                        |
| Moulins-caviers                                                   | Chouzé-sur-Loire                 | Les Moulins 6 rue des Moulins                                           | 47° 14′ 18″ nord, 0° 07′ 15″ est               | « PA00125365 »                                 | Inscrit                                        | 1993                                           | Moulins-caviers                                                   |
| Prieuré du Plessis-aux-Moines                                     | Chouzé-sur-Loire                 | Le Grand Plessis                                                        | 47° 15′ 20″ nord, 0° 07′ 37″ est               | « PA00097695 »                                 | Inscrit                                        | 1963                                           | Prieuré du Plessis-aux-Moines                                     |
| Donjon de Cigogné                                                 | Cigogné                          | Le Bourg                                                                | 47° 15′ 39″ nord, 0° 55′ 51″ est               | « PA00097696 »                                 | Inscrit                                        | 1962                                           | Donjon de Cigogné                                                 |
| Église Notre-Dame de Cigogné                                      | Cigogné                          | Le Bourg                                                                | 47° 15′ 37″ nord, 0° 55′ 51″ est               | « PA00097697 »                                 | Inscrit                                        | 1962                                           | Église Notre-Dame de Cigogné                                      |
| Château de Cinq-Mars-la-Pile                                      | Cinq-Mars-la-Pile                |                                                                         | 47° 20′ 56″ nord, 0° 27′ 48″ est               | « PA00097698 »                                 | Classé Inscrit                                 | 1976                                           | Château de Cinq-Mars-la-Pile                                      |
| Château de la Farinière                                           | Cinq-Mars-la-Pile                | 582 chemin bas de la Pile                                               | 47° 21′ 08″ nord, 0° 28′ 29″ est               | « PA00097699 »                                 | Inscrit                                        | 1946                                           | Château de la Farinière                                           |
| Église Saint-Médard de Cinq-Mars-la-Pile                          | Cinq-Mars-la-Pile                | Place de l'Église                                                       | 47° 20′ 52″ nord, 0° 27′ 45″ est               | « PA00097700 »                                 | Classé Inscrit                                 | 1915 1926                                      | Église Saint-Médard de Cinq-Mars-la-Pile                          |
| Manoir de la Roche-Musset                                         | Cinq-Mars-la-Pile                | 30 rue de la Roche                                                      | 47° 20′ 25″ nord, 0° 26′ 07″ est               | « PA00097701 »                                 | Inscrit                                        | 1947                                           | Manoir de la Roche-Musset                                         |
| Pile de Cinq-Mars                                                 | Cinq-Mars-la-Pile                |                                                                         | 47° 21′ 15″ nord, 0° 28′ 42″ est               | « PA00097702 »                                 | Classé                                         | 1840                                           | Pile de Cinq-Mars                                                 |
| Église Saint-Rémi de Civray-sur-Esves                             | Civray-sur-Esves                 |                                                                         | 47° 02′ 53″ nord, 0° 42′ 38″ est               | « PA00097707 »                                 | Inscrit                                        | 1926                                           | Église Saint-Rémi de Civray-sur-Esves                             |
| Domaine de Chenonceaux                                            | Civray-de-Touraine               |                                                                         | 47° 19′ 29″ nord, 1° 04′ 13″ est               | « PA00097705 »                                 | Classé                                         | 1962                                           | Domaine de Chenonceaux                                            |
| Château de Civray-de-Touraine                                     | Civray-de-Touraine               | 21 route de Chenonceaux                                                 | 47° 19′ 55″ nord, 1° 03′ 02″ est               | « PA00097703 »                                 | Inscrit                                        | 1947                                           | Château de Civray-de-Touraine                                     |
| Château de Mesvres                                                | Civray-de-Touraine               | Rue de la Vallée de Mesvres                                             | 47° 20′ 41″ nord, 1° 01′ 06″ est               | « PA00097704 »                                 | Inscrit                                        | 1932                                           | Image manquante Téléverser                                        |
| Église Saint-Germain de Civray-de-Touraine                        | Civray-de-Touraine               |                                                                         | 47° 19′ 53″ nord, 1° 02′ 58″ est               | « PA00097706 »                                 | Inscrit Classé                                 | 1926 1946                                      | Église Saint-Germain de Civray-de-Touraine                        |
| Château de Champchevrier                                          | Cléré-les-Pins                   |                                                                         | 47° 26′ 39″ nord, 0° 23′ 24″ est               | « PA00097708 »                                 | Classé                                         | 1975                                           | Château de Champchevrier                                          |
| Hôtellerie Saint-Louis                                            | Cléré-les-Pins                   | Les Cormiers                                                            | 47° 26′ 52″ nord, 0° 21′ 33″ est               | « PA00097709 »                                 | Inscrit                                        | 1962                                           | Hôtellerie Saint-Louis                                            |
| Abbaye Saint-Paul de Cormery                                      | Cormery                          | Rue de l'Abbaye                                                         | 47° 16′ 08″ nord, 0° 50′ 13″ est               | « PA00097710 »                                 | Classé Inscrit                                 | 1908 1921 1933 2021                            | Abbaye Saint-Paul de Cormery                                      |
| Église Notre-Dame-de-Fougeray de Cormery                          | Cormery                          | Chemin de l'Enclos                                                      | 47° 16′ 06″ nord, 0° 50′ 27″ est               | « PA00097711 »                                 | Classé                                         | 1912                                           | Église Notre-Dame-de-Fougeray de Cormery                          |
| Lanterne des morts de Cormery                                     | Cormery                          | Dans le cimetière                                                       | 47° 16′ 02″ nord, 0° 50′ 28″ est               | « PA00097712 »                                 | Classé                                         | 1920                                           | Lanterne des morts de Cormery                                     |
| Église Saint-Urbain de Courçay                                    | Courçay                          |                                                                         | 47° 15′ 00″ nord, 0° 52′ 36″ est               | « PA00097713 »                                 | Inscrit                                        | 1944                                           | Église Saint-Urbain de Courçay                                    |
| Château de Chantilly                                              | Courcelles-de-Touraine           | Chantilly Château                                                       | 47° 28′ 24″ nord, 0° 18′ 25″ est               | « PA00097714 »                                 | Inscrit Classé                                 | 1949 1950                                      | Image manquante Téléverser                                        |
| Château du Vivier des Landes                                      | Courcelles-de-Touraine           |                                                                         | 47° 28′ 55″ nord, 0° 21′ 35″ est               | « PA00125366 »                                 | Inscrit                                        | 1993                                           | Image manquante Téléverser                                        |
| Manoir de la Tannerie                                             | Courcelles-de-Touraine           |                                                                         | 47° 28′ 55″ nord, 0° 18′ 49″ est               | « PA00097715 »                                 | Inscrit                                        | 1948                                           | Image manquante Téléverser                                        |
| Cimetière de Cravant-les-Côteaux                                  | Cravant-les-Côteaux              |                                                                         | 47° 09′ 59″ nord, 0° 20′ 57″ est               | « PA37000029 »                                 | Inscrit                                        | 2011                                           | Cimetière de Cravant-les-Côteaux                                  |
| Chapelle de la Madeleine du Croulay                               | Cravant-les-Côteaux              |                                                                         | 47° 10′ 38″ nord, 0° 23′ 03″ est               | « PA00097716 »                                 | Inscrit                                        | 1947                                           | Image manquante Téléverser                                        |
| Château de Cravant                                                | Cravant-les-Côteaux              | Le Château                                                              | 47° 10′ 02″ nord, 0° 20′ 38″ est               | « PA00097717 »                                 | Inscrit                                        | 1945                                           | Château de Cravant                                                |
| Église Saint-Léger du Vieux-Bourg                                 | Cravant-les-Côteaux              | Le Vieux-Bourg                                                          | 47° 09′ 59″ nord, 0° 20′ 59″ est               | « PA00097718 »                                 | Classé                                         | 1913                                           | Église Saint-Léger du Vieux-Bourg                                 |
| Manoir des Berthaisières                                          | Cravant-les-Côteaux              |                                                                         | 47° 09′ 25″ nord, 0° 21′ 01″ est               | « PA00097719 »                                 | Inscrit                                        | 1947                                           | Image manquante Téléverser                                        |
| Château de Crissay                                                | Crissay-sur-Manse                |                                                                         | 47° 08′ 59″ nord, 0° 29′ 02″ est               | « PA00097720 »                                 | Inscrit                                        | 1995                                           | Château de Crissay                                                |
| Croix du cimetière de Crissay-sur-Manse                           | Crissay-sur-Manse                |                                                                         | 47° 08′ 51″ nord, 0° 29′ 11″ est               | « PA00097721 »                                 | Inscrit                                        | 1972                                           | Croix du cimetière de Crissay-sur-Manse                           |
| Église Saint-Maurice de Crissay-sur-Manse                         | Crissay-sur-Manse                | Place de l'Église                                                       | 47° 08′ 52″ nord, 0° 29′ 12″ est               | « PA00097722 »                                 | Inscrit                                        | 1926                                           | Église Saint-Maurice de Crissay-sur-Manse                         |
| Maison                                                            | Crissay-sur-Manse                | 7 rue de Chinon Rue de la Porte Bigot                                   | 47° 09′ 00″ nord, 0° 29′ 07″ est               | « PA00097726 »                                 | Inscrit                                        | 1962                                           | Maison                                                            |
| Maison                                                            | Crissay-sur-Manse                | 10, 12 rue de Chinon 2 rue du Puits-Auger                               | 47° 08′ 58″ nord, 0° 29′ 07″ est               | « PA00097727 »                                 | Inscrit                                        | 1967                                           | Maison                                                            |
| Maison                                                            | Crissay-sur-Manse                | 3 rue de la Porte Bigot                                                 | 47° 09′ 00″ nord, 0° 29′ 05″ est               | « PA00097723 »                                 | Inscrit                                        | 1966                                           | Image manquante Téléverser                                        |
| Maison                                                            | Crissay-sur-Manse                |                                                                         | 47° 08′ 59″ nord, 0° 29′ 07″ est               | « PA00097724 »                                 | Inscrit                                        | 1945                                           | Maison                                                            |
| Maison à pans de bois                                             | Crissay-sur-Manse                | Au sud-est de la place du Vieux Bourg                                   | 47° 08′ 59″ nord, 0° 29′ 08″ est               | « PA00097725 »                                 | Inscrit                                        | 1967                                           | Maison à pans de bois                                             |
| Château de la Gaillardière                                        | La Croix-en-Touraine             |                                                                         | 47° 20′ 30″ nord, 0° 58′ 43″ est               | « PA00097728 »                                 | Inscrit                                        | 1971                                           | Image manquante Téléverser                                        |
| Château du Paradis                                                | La Croix-en-Touraine             | Paradis                                                                 | 47° 21′ 59″ nord, 1° 00′ 41″ est               | « PA00097729 »                                 | Inscrit                                        | 1947                                           | Image manquante Téléverser                                        |
| Église Saint-Quentin de La Croix-en-Touraine                      | La Croix-en-Touraine             |                                                                         | 47° 20′ 07″ nord, 0° 59′ 25″ est               | « PA00097730 »                                 | Classé                                         | 1943                                           | Église Saint-Quentin de La Croix-en-Touraine                      |
| Château de Paviers                                                | Crouzilles                       |                                                                         | 47° 07′ 24″ nord, 0° 28′ 57″ est               | « PA00097731 »                                 | Inscrit                                        | 1962                                           | Château de Paviers                                                |
| Église Notre-Dame de Crouzilles                                   | Crouzilles                       |                                                                         | 47° 07′ 27″ nord, 0° 27′ 35″ est               | « PA00097732 »                                 | Classé Inscrit                                 | 1921 1953                                      | Église Notre-Dame de Crouzilles                                   |
| Église Saint-Pierre de Mougon                                     | Crouzilles                       | Mougon                                                                  | 47° 07′ 01″ nord, 0° 28′ 24″ est               | « PA00097733 »                                 | Inscrit                                        | 1962                                           | Église Saint-Pierre de Mougon                                     |
| Manoir de Crouzilles                                              | Crouzilles                       | 7 rue Antoine Caille                                                    | 47° 07′ 25″ nord, 0° 27′ 33″ est               | « PA00097734 »                                 | Inscrit                                        | 1929                                           | Manoir de Crouzilles                                              |
| Chillou du Feuillet                                               | Descartes                        | Balesmes                                                                | 47° 01′ 06″ nord, 0° 40′ 28″ est               | « PA00097735 »                                 | Classé                                         | 1911                                           | Chillou du Feuillet                                               |
| Église Notre-Dame de La Haye                                      | Descartes                        |                                                                         | 46° 58′ 17″ nord, 0° 41′ 44″ est               | « PA00097737 »                                 | Classé                                         | 1981 1994                                      | Église Notre-Dame de La Haye                                      |
| Église Saint-Georges de La Haye-Descartes                         | Descartes                        |                                                                         | 46° 58′ 22″ nord, 0° 41′ 46″ est               | « PA00097738 »                                 | Inscrit                                        | 1926                                           | Église Saint-Georges de La Haye-Descartes                         |
| Église Saint-Pierre de Balesmes                                   | Descartes                        |                                                                         | 46° 59′ 10″ nord, 0° 40′ 41″ est               | « PA00097736 »                                 | Classé                                         | 1908                                           | Église Saint-Pierre de Balesmes                                   |
| Maison natale de Descartes                                        | Descartes                        | La-Haye-Descartes 29 rue Descartes                                      | 46° 58′ 21″ nord, 0° 42′ 00″ est               | « PA00097739 »                                 | Inscrit                                        | 1949                                           | Maison natale de Descartes                                        |
| Église Saint-Médard de Dierre                                     | Dierre                           |                                                                         | 47° 20′ 46″ nord, 0° 57′ 05″ est               | « PA00097740 »                                 | Classé                                         | 1965                                           | Église Saint-Médard de Dierre                                     |
| Manoir du Puy                                                     | Dolus-le-Sec                     |                                                                         | 47° 09′ 46″ nord, 0° 52′ 08″ est               | « PA00097741 »                                 | Inscrit                                        | 1976                                           | Image manquante Téléverser                                        |
| Pierre percée                                                     | Draché                           | Les Arabes                                                              | 47° 04′ 22″ nord, 0° 36′ 26″ est               | « PA00097742 »                                 | Classé                                         | 1911                                           | Pierre percée                                                     |
| Maison des Gasniers                                               | Druye                            |                                                                         | 47° 19′ 00″ nord, 0° 33′ 42″ est               | « PA37000046 »                                 | Inscrit MH                                     | 2023                                           | Image manquante Téléverser                                        |
| Manoir de La Becthière                                            | Druye                            |                                                                         | 47° 17′ 57″ nord, 0° 34′ 22″ est               | « PA00097743 »                                 | Inscrit                                        | 1962 2023                                      | Image manquante Téléverser                                        |
| Église Saint-Aignan d'Épeigné-les-Bois                            | Épeigné-les-Bois                 |                                                                         | 47° 16′ 51″ nord, 1° 06′ 44″ est               | « PA00097744 »                                 | Inscrit                                        | 1948                                           | Église Saint-Aignan d'Épeigné-les-Bois                            |
| Église Saint-Étienne d'Épeigné-sur-Dême                           | Épeigné-sur-Dême                 | Le Bourg                                                                | 47° 40′ 07″ nord, 0° 36′ 50″ est               | « PA00097745 »                                 | Inscrit                                        | 1962                                           | Église Saint-Étienne d'Épeigné-sur-Dême                           |
| Église Notre-Dame des Essards                                     | Les Essards                      |                                                                         | 47° 20′ 41″ nord, 0° 18′ 07″ est               | « PA00097746 »                                 | Inscrit                                        | 1926                                           | Image manquante Téléverser                                        |
| Église Saint-Maurice d'Esves-le-Moutier                           | Esves-le-Moutier                 |                                                                         | 47° 02′ 27″ nord, 0° 54′ 27″ est               | « PA00097747 »                                 | Inscrit                                        | 1944                                           | Église Saint-Maurice d'Esves-le-Moutier                           |
| Château d'Esvres                                                  | Esvres                           | Le Bourg Rue du Château                                                 | 47° 17′ 05″ nord, 0° 47′ 06″ est               | « PA00097748 »                                 | Inscrit                                        | 1963                                           | Château d'Esvres                                                  |
| Prieuré Saint-Pierre de Vontes                                    | Esvres                           |                                                                         | 47° 16′ 34″ nord, 0° 48′ 28″ est               | « PA37000012 »                                 | Inscrit                                        | 2001                                           | Prieuré Saint-Pierre de Vontes                                    |
| Château de la Grillière                                           | Faye-la-Vineuse                  | La Grillère                                                             | 46° 56′ 44″ nord, 0° 21′ 04″ est               | « PA00097749 »                                 | Inscrit                                        | 1953                                           | Château de la Grillière                                           |
| Église Saint-Georges de Faye-la-Vineuse                           | Faye-la-Vineuse                  |                                                                         | 46° 57′ 25″ nord, 0° 20′ 28″ est               | « PA00097750 »                                 | Classé                                         | 1931                                           | Église Saint-Georges de Faye-la-Vineuse                           |
| Église Saint-Pierre de Marnay                                     | Faye-la-Vineuse                  |                                                                         | 46° 57′ 16″ nord, 0° 21′ 21″ est               | « PA00097751 »                                 | Inscrit                                        | 1951                                           | Image manquante Téléverser                                        |
| Église Notre-Dame de Ferrière-sur-Beaulieu                        | Ferrière-sur-Beaulieu            |                                                                         | 47° 08′ 23″ nord, 1° 02′ 15″ est               | « PA00097752 »                                 | Inscrit                                        | 1952                                           | Église Notre-Dame de Ferrière-sur-Beaulieu                        |
| Pyramide de Genillé                                               | Ferrière-sur-Beaulieu            | R.D. 764 Route forestière Georges-d'Amboise                             | 47° 09′ 27″ nord, 1° 03′ 32″ est               | « PA00097753 »                                 | Inscrit                                        | 1956                                           | Pyramide de Genillé                                               |
| Pyramide de Montaigu                                              | Ferrière-sur-Beaulieu            | Route forestière Georges d'Amboise Route forestière Charlotte de Savoie | 47° 09′ 03″ nord, 1° 04′ 15″ est               | « PA00097754 »                                 | Inscrit                                        | 1956                                           | Pyramide de Montaigu                                              |
| Pyramide de Saint-Quentin                                         | Ferrière-sur-Beaulieu            | R.D. 31 Route forestière Georges-d'Amboise                              | 47° 10′ 19″ nord, 1° 01′ 42″ est               | « PA00097755 »                                 | Inscrit                                        | 1958                                           | Pyramide de Saint-Quentin                                         |
| Butte de Murat                                                    | Ferrière-Larçon                  |                                                                         | 46° 58′ 57″ nord, 0° 52′ 02″ est               | « PA00098303 »                                 | Inscrit                                        | 1990                                           | Image manquante Téléverser                                        |
| Église Saint-Mandé-Saint-Jean de Ferrière-Larçon                  | Ferrière-Larçon                  |                                                                         | 46° 59′ 34″ nord, 0° 52′ 57″ est               | « PA00097756 »                                 | Classé                                         | 1908                                           | Église Saint-Mandé-Saint-Jean de Ferrière-Larçon                  |
| Polissoir de Ferrière-Larçon                                      | Ferrière-Larçon                  |                                                                         | à géolocaliser                                 | « PA00097757 »                                 | Classé                                         | 1889                                           | Polissoir de Ferrière-Larçon                                      |
| Château de Châtigny                                               | Fondettes                        |                                                                         | 47° 23′ 25″ nord, 0° 35′ 22″ est               | « PA37000022 »                                 | Inscrit                                        | 2006                                           | Château de Châtigny                                               |
| Église Saint-Symphorien de Fondettes                              | Fondettes                        |                                                                         | 47° 24′ 13″ nord, 0° 35′ 47″ est               | « PA00135296 »                                 | Inscrit                                        | 1995                                           | Église Saint-Symphorien de Fondettes                              |
| Manoir des Hamardières                                            | Fondettes                        |                                                                         | 47° 23′ 57″ nord, 0° 37′ 06″ est               | « PA00097758 »                                 | Inscrit                                        | 1951                                           | Manoir des Hamardières                                            |
| Manoir du Thouadé                                                 | Fondettes                        |                                                                         | 47° 23′ 32″ nord, 0° 38′ 05″ est               | « PA00097759 »                                 | Inscrit                                        | 1971                                           | Manoir du Thouadé                                                 |
| Prieuré de Lavaré                                                 | Fondettes                        |                                                                         | 47° 26′ 10″ nord, 0° 36′ 30″ est               | « PA00097760 »                                 | Inscrit Classé                                 | 1965                                           | Prieuré de Lavaré                                                 |
| Château de Chenonceau                                             | Francueil                        |                                                                         | 47° 19′ 27″ nord, 1° 04′ 15″ est               | « PA00097761 »                                 | Classé                                         | 1962                                           | Château de Chenonceau                                             |
| Église Saint-Thibault de Francueil                                | Francueil                        |                                                                         | 47° 18′ 47″ nord, 1° 05′ 01″ est               | « PA00097762 »                                 | Inscrit                                        | 1926                                           | Église Saint-Thibault de Francueil                                |
| Abbaye de la Bourdillière                                         | Genillé                          |                                                                         | 47° 11′ 11″ nord, 1° 05′ 12″ est               | « PA00097763 »                                 | Inscrit                                        | 1951                                           | Abbaye de la Bourdillière                                         |
| Château de Genillé                                                | Genillé                          |                                                                         | 47° 11′ 04″ nord, 1° 05′ 44″ est               | « PA00097764 »                                 | Inscrit                                        | 1951                                           | Château de Genillé                                                |
| Église Sainte-Eulalie de Genillé                                  | Genillé                          |                                                                         | 47° 11′ 07″ nord, 1° 05′ 36″ est               | « PA00097765 »                                 | Inscrit                                        | 1926                                           | Église Sainte-Eulalie de Genillé                                  |
| Chapelle Notre-Dame de Gizeux                                     | Gizeux                           |                                                                         | 47° 23′ 34″ nord, 0° 11′ 39″ est               | « PA00097767 »                                 | Inscrit                                        | 1948                                           | Image manquante Téléverser                                        |
| Château de Gizeux                                                 | Gizeux                           |                                                                         | 47° 23′ 26″ nord, 0° 12′ 22″ est               | « PA00097766 »                                 | Classé                                         | 1945                                           | Château de Gizeux                                                 |
| Moulin Scée                                                       | Gizeux                           |                                                                         | 47° 21′ 28″ nord, 0° 12′ 21″ est               | « PA37000007 »                                 | Inscrit                                        | 2000                                           | Image manquante Téléverser                                        |
| Château du Grand-Pressigny                                        | Le Grand-Pressigny               |                                                                         | 46° 55′ 18″ nord, 0° 48′ 12″ est               | « PA00097768 »                                 | Classé Inscrit Classé                          | 1886 1907 1927 1938 1998                       | Château du Grand-Pressigny                                        |
| Donjon d'Étableaux                                                | Le Grand-Pressigny               |                                                                         | 46° 54′ 34″ nord, 0° 48′ 46″ est               | « PA00097769 »                                 | Inscrit                                        | 1952                                           | Donjon d'Étableaux                                                |
| Église Saint-Gervais-Saint-Protais du Grand-Pressigny             | Le Grand-Pressigny               | Le Bourg                                                                | 46° 55′ 12″ nord, 0° 48′ 11″ est               | « PA00097770 »                                 | Inscrit                                        | 1926                                           | Église Saint-Gervais-Saint-Protais du Grand-Pressigny             |
| Église Saint-Martin d'Étableaux                                   | Le Grand-Pressigny               | La Groitière                                                            | 46° 54′ 55″ nord, 0° 48′ 20″ est               | « PA00097771 »                                 | Inscrit                                        | 1952                                           | Image manquante Téléverser                                        |
| Château de la Guerche                                             | La Guerche                       | 18 rue du Château                                                       | 46° 53′ 02″ nord, 0° 43′ 48″ est               | « PA00097772 »                                 | Inscrit                                        | 1944                                           | Château de la Guerche                                             |
| Église Saint-Marcellin de La Guerche                              | La Guerche                       | Le Bourg                                                                | 47° 18′ 47″ nord, 1° 05′ 01″ est               | « PA00097773 »                                 | Inscrit                                        | 1962                                           | Église Saint-Marcellin de La Guerche                              |
| Château d'Hommes                                                  | Hommes                           | Le Château d'Hommes                                                     | 47° 25′ 38″ nord, 0° 17′ 03″ est               | « PA00097774 »                                 | Inscrit                                        | 1962                                           | Château d'Hommes                                                  |
| Château de Bonaventure                                            | Huismes                          | Uzage                                                                   | 47° 12′ 43″ nord, 0° 15′ 30″ est               | « PA00097775 »                                 | Inscrit                                        | 1962                                           | Château de Bonaventure                                            |
| Château de Contebault                                             | Huismes                          | Contebault                                                              | 47° 12′ 25″ nord, 0° 14′ 33″ est               | « PA00097776 »                                 | Inscrit                                        | 1962                                           | Château de Contebault                                             |
| Château d'Uzage                                                   | Huismes                          |                                                                         | 47° 12′ 46″ nord, 0° 15′ 20″ est               | « PA00097777 »                                 | Inscrit                                        | 1952 1962 2010                                 | Château d'Uzage                                                   |
| Église Saint-Maurice d'Huismes                                    | Huismes                          |                                                                         | 47° 13′ 57″ nord, 0° 15′ 07″ est               | « PA00097778 »                                 | Classé Inscrit                                 | 1913 2019                                      | Église Saint-Maurice d'Huismes                                    |
| Manoir de la Bruère                                               | Huismes                          | La Bruère                                                               | 47° 13′ 40″ nord, 0° 15′ 14″ est               | « PA00097779 »                                 | Inscrit                                        | 1962                                           | Manoir de la Bruère                                               |
| Manoir de la Cour-Neuve                                           | Huismes                          |                                                                         | 47° 14′ 16″ nord, 0° 15′ 18″ est               | « PA00097780 »                                 | Inscrit                                        | 1946                                           | Manoir de la Cour-Neuve                                           |
| Couvent des Cordeliers de L'Île-Bouchard                          | L'Île-Bouchard                   |                                                                         | 47° 07′ 02″ nord, 0° 25′ 40″ est               | « PA00097781 »                                 | Inscrit                                        | 1929 1946                                      | Couvent des Cordeliers de L'Île-Bouchard                          |
| Église Saint-Gilles de L'Île-Bouchard                             | L'Île-Bouchard                   |                                                                         | 47° 07′ 26″ nord, 0° 25′ 38″ est               | « PA00097782 »                                 | Classé                                         | 1908                                           | Église Saint-Gilles de L'Île-Bouchard                             |
| Église Saint-Maurice de L'Île-Bouchard                            | L'Île-Bouchard                   |                                                                         | 47° 07′ 02″ nord, 0° 25′ 25″ est               | « PA00097783 »                                 | Classé                                         | 1908                                           | Église Saint-Maurice de L'Île-Bouchard                            |
| Prieuré Saint-Léonard                                             | L'Île-Bouchard                   | Rue de la Vallée-aux-Nains                                              | 47° 06′ 52″ nord, 0° 25′ 16″ est               | « PA00097784 »                                 | Classé                                         | 1958                                           | Prieuré Saint-Léonard                                             |
| Château du Chillou                                                | Jaulnay                          |                                                                         | 46° 56′ 55″ nord, 0° 25′ 44″ est               | « PA00097785 »                                 | Inscrit                                        | 1951                                           | Image manquante Téléverser                                        |
| Église Saints-Gervais-et-Protais de Jaulnay                       | Jaulnay                          | Le Bourg                                                                | 46° 56′ 54″ nord, 0° 24′ 49″ est               | « PA00097786 »                                 | Inscrit                                        | 1962                                           | Église Saints-Gervais-et-Protais de Jaulnay                       |
| Arche du Pin                                                      | Joué-lès-Tours                   |                                                                         | 47° 21′ 46″ nord, 0° 39′ 57″ est               | « PA00097793 »                                 | Inscrit                                        | 1964                                           | Arche du Pin                                                      |
| Château de Beaulieu                                               | Joué-lès-Tours                   |                                                                         | 47° 21′ 45″ nord, 0° 39′ 38″ est               | « PA00097787 »                                 | Inscrit                                        | 1946                                           | Château de Beaulieu                                               |
| Château de la Crouzillière                                        | Joué-lès-Tours                   |                                                                         | 47° 21′ 37″ nord, 0° 39′ 06″ est               | « PA00097788 »                                 | Inscrit                                        | 1947                                           | Image manquante Téléverser                                        |
| Château de la Marbellière                                         | Joué-lès-Tours                   |                                                                         | 47° 21′ 32″ nord, 0° 39′ 45″ est               | « PA00097789 »                                 | Inscrit                                        | 1947                                           | Image manquante Téléverser                                        |
| Manoir de Chérizy                                                 | Joué-lès-Tours                   | 9 rue de Chérizy                                                        | 47° 21′ 24″ nord, 0° 41′ 24″ est               | « PA00097790 »                                 | Inscrit                                        | 1972                                           | Manoir de Chérizy                                                 |
| Manoir de la Coudraye                                             | Joué-lès-Tours                   |                                                                         | 47° 19′ 08″ nord, 0° 37′ 34″ est               | « PA00097791 »                                 | Inscrit                                        | 1948                                           | Image manquante Téléverser                                        |
| Manoir de la Frazelière                                           | Joué-lès-Tours                   |                                                                         | 47° 21′ 31″ nord, 0° 39′ 59″ est               | « PA00097792 »                                 | Inscrit                                        | 1947                                           | Image manquante Téléverser                                        |
| Manoir de la Mazeraie                                             | Joué-lès-Tours                   | Route de Monts R.D. 86                                                  | 47° 18′ 31″ nord, 0° 39′ 14″ est               | « PA37000011 »                                 | Inscrit                                        | 2001                                           | Image manquante Téléverser                                        |
| Tour de la Maucannière                                            | Joué-lès-Tours                   |                                                                         | 47° 21′ 36″ nord, 0° 40′ 04″ est               | « PA00097794 »                                 | Inscrit                                        | 1951                                           | Image manquante Téléverser                                        |

## Anciens monuments historiques
| Monument                 | Commune | Adresse | Coordonnées                      | Notice         | Protection                                     | Date | Illustration               |
| ------------------------ | ------- | ------- | -------------------------------- | -------------- | ---------------------------------------------- | ---- | -------------------------- |
| Grange dîmière de Chargé | Chargé  |         | 47° 25′ 56″ nord, 1° 01′ 48″ est | « PA00097640 » | Inscription abrogée par arrêté du 25 juin 2010 | 1983 | Image manquante Téléverser |